# Reichenbachia divergens
Reichenbachia divergens är en skalbaggsart som först beskrevs av Leconte 1880.  Reichenbachia divergens ingår i släktet Reichenbachia och familjen kortvingar. Inga underarter finns listade i Catalogue of Life.